# Secret Files: Tunguska
Secret Files: Tunguska es un videojuego lanzado en 2007 para PC,en 2008 para Nintendo DS y el mismo año para la consola Wii. Está incluido en el género de las aventuras gráficas y sigue el sistema clásico de estas de point and click.

## Argumento
Todo empieza cuando Nina Kalenkov llega al lugar de trabajo de su padre y este ha desaparecido. Nina comienza su búsqueda la cual es el centro de la historia. Para ello, deberá usar objetos, hablar con la gente y poner a prueba su ingenio.

## Personajes de Secret Files: Tunguska
- Nina Kalenkov

Es una mecánica de motos y la protagonista de la historia. Es hija de Wladimir Kalenkov.
- Max Gruber

Es un investigador que trabaja en el museo del padre de Nina. Más tarde se hace novio de ella.
- Wladimir Kalenkov

Es el director de un museo y el padre de Nina.